# ニカ・フッターマン
ニカ・フッターマン (Nika Futterman, 1969年10月25日 -) は、アメリカの声優。

## 出演作品
- キャットドッグ
- アドベンチャー・タイム
- アバター 伝説の少年アン
- ザ・ラウド・ハウス - ルナ・ラウド
- ソニックトゥーン - スティックス・ザ・バジャー
- スター・ウォーズ: バッド・バッチ - シェーア・ロクウェイン